# Lasioptera uncinata
Lasioptera uncinata är en tvåvingeart som beskrevs av Gagne 1997. Lasioptera uncinata ingår i släktet Lasioptera och familjen gallmyggor. Inga underarter finns listade i Catalogue of Life.